# Amerikai út

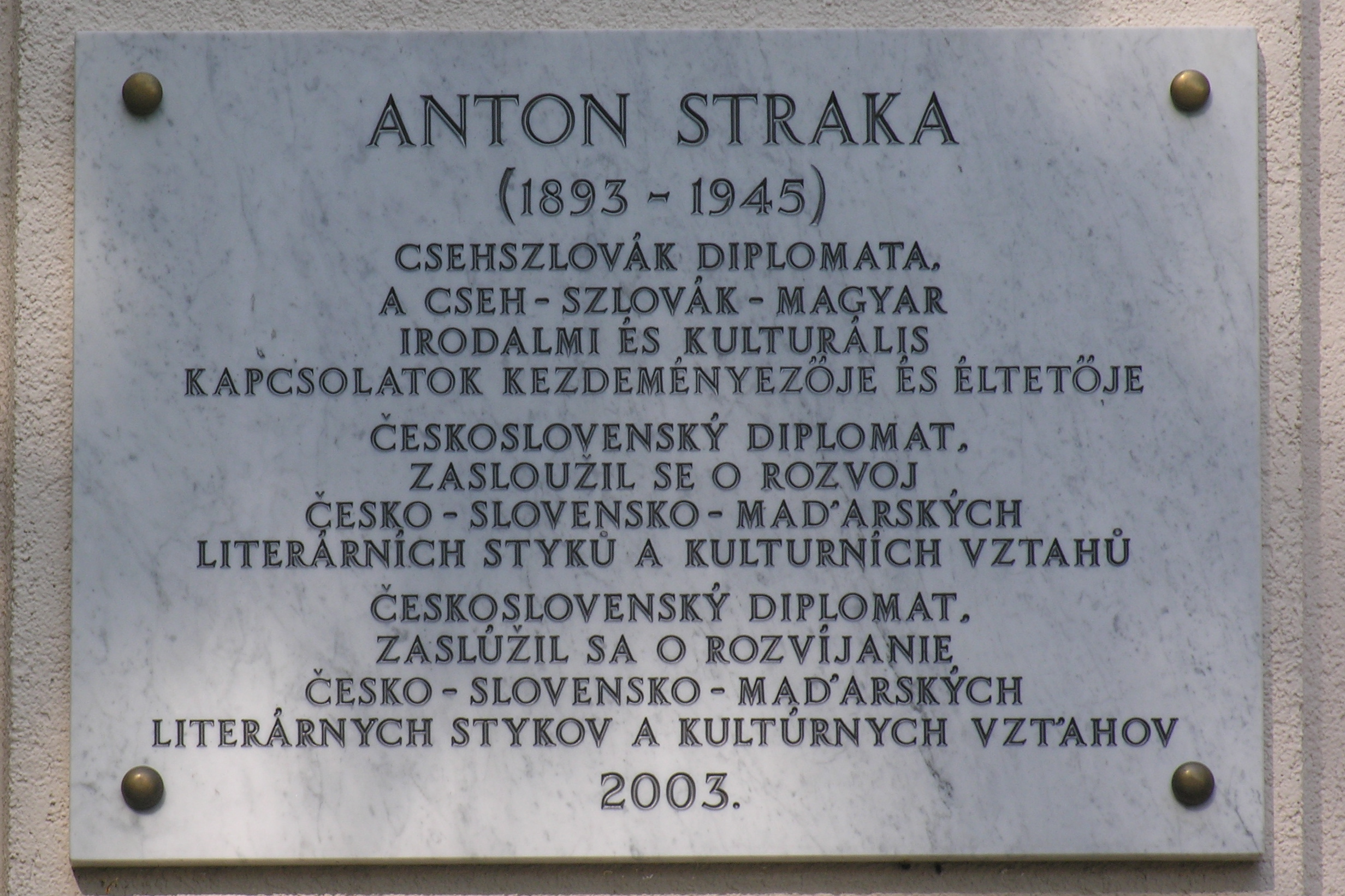
Anton Straka csehszlovák diplomata emléktáblája a 37. sz. házon

Az Amerikai út Budapesten, a XIV. kerületben Törökőr és Herminamező városrészekben húzódik a mai Újvidék tértől a Horvát Boldizsár utcáig. Az út csomópontban keresztezi a Thököly utat és az Erzsébet királyné útját.

## Története
Erre a környékre az 1850-es években kezdtek a módosabb pesti polgárok nyaralókat építeni. 
Különös, hogy az út (akkoriban inkább dűlő), ami a telkek közt húzódott, sokáig nem viselt semmilyen nevet. Még egy 1877-es kérvényben is csak körülírták, amiben az út állagának feljavítását kérték, amit a vízhordó kocsik forgalma a „közkúttól délre” erősen lerontott. Mivel a beadványon ott volt gróf Andrássy Aladár és gróf ifj. Ráday Gedeon mellett Budapest első főpolgármesterének, Ráth Károlynak is a neve (mint villatulajdonosoké), 1877-ben a magisztrátus megszavazta az akkor 445 méter hosszú út „makadámútszerű” kiépítését, amit egy Szemlér Lőrinc nevű vállalkozó végzett el 3527 forint 54 krajcárért.
Az út mentén nyitott egy bizonyos Drschka (néhol Truschka, később Druska) vezetéknevű egykori pincér egy éttermet, aminek az Egyesült Államok függetlenségi nyilatkozatának (1776. július 4.) éppen aktuális centenáriumára emlékezve az America nevet adta. Ez 1878-ban kezdte meg működését. 
1879-től kezdve már Amerikai út néven hivatkoztak az útra, ami azóta sem változott. Az utcában több intézmény is működött, vagy működik; az Amizoni Országos Magyar Nőnevelő Intézet 1909-től a második világháború végéig, illetve az Amerikai úti izraelita szeretetkórház, amely egy része ma Országos Mentális, Ideggyógyászati és Idegsebészeti Intézetként (57.) fogadja betegeit, másik része továbbra is a Mazsihisz szeretetkórházaként működik (53–55.).

### Híres lakói
- Bánhidy Antal (1902–1994) Széchenyi-díjas gépészmérnök, repülőgép-tervező, pilóta (44.)
- Dénes Oszkár (1891–1950) színész, operetténekes (64.)[2]
- Fest Imre (1817–1883) politikus, közgazdász, iparügyi államtitkár (71/a)[3]
- Gyenes Gitta (1887–1960) festőművész, grafikus (74.)
- Paupera Ferenc (1876–1943) főtanácsos, bankigazgató (63.)[4]
- Picard Rosina (1884–?) műlovarnő (37.)
- Schmidt Mihály (1874–1949) állatidomár, cirkuszigazgató (37.)
- Anton Straka (1893–1945) csehszlovák diplomata (37.)
- Wallesz Jenő (1871–1943) újságíró, író (74.)
- Zenthe Ferenc (1920–2006) Kossuth-díjas színművész, a nemzet színésze (59.)